# Kukavica
Kukavica (obična kukavica, lat. Cuculus canorus) (u prošlosti nazivana i "Europska kukavica") je ptica iz porodica kukavica (Cuculidae), red kukavki (Cuculiformes). Nastanjuje područja sjeverne Afrike i Euroazije od Portugala i Irske pa na istok sve do Japana i Kamčatke. Velika je poput gugutke, a perje joj je najvećim dijelom sivo. Pored specifičnog glasanja koje zvuči kao "ku-ku" (što joj je i donijelo ime "kukavica"), vrsta je općepoznata i po parazitiranju tuđih gnijezda.

## Obilježja
Rasponom krila od 55 do 60 cm, dužinom tijela od 32 do 34 cm i težinom od 110 – 140 grama (mužjak) i 95 – 115 grama (ženka) kukavice su velike gotovo kao gugutke, no nešto su nježnije i vitkije građene. Krila su im šiljasta, a zaobljeni rep dug je 13 do 15 cm. U letu podsjeća na običnog kobca, ali ima šiljastije završetke krila. Dok sjedi, djeluje da ima kratke noge, rep često lepezasto širi a krila malo raširena pušta blago ovješena.
Postoje dva malo različita oblika ove vrste. Pored razlike u boji perja (jedan oblik je sivlji, drugi rđasto smeđ), razlikuju se bojom irisa, obruba oko očiju i baze kljuna. Ta boja je kod sive varijante svijetlo žuta, dok je kod rđaste svijetlo smeđa. Noge oba morfema i mladih ptica su žute, a kljun, osim kod korijena, rožnato siv.

## Životni prostor i rasprostranjenost
Kukavice nastanjuju sva klimatska područja zapadnog palearktika. Živi u kultiviranim područjima isto kao i u biotopima iznad i sjeverno od granice šuma, dina uz morsku obalu i gotovo svim životnim okolišima izmeđtu toga. Nema ih u arktičkim tundrama i prostranim gustim šumama. Pri tome, odlučujuća je pojavnost ptica koje pri gniježđenju koriste kao domaćine za svoja jaja. U Švicarskoj je dokazano da obitavaju do visine od oko 2400 m, a u Indiji je dokazano da u iznim slučajevima živi i na visini od 5250 m. U okolišu koji nastanjuju mora biti dovoljno raznovrsnih struktura kao što su travnjaci, živice, pojedinačna stabla, a česte su i na rubnim područjima gradova
Sjeverna granica pojavnosti kukavica poklapa se od prilike sa sjevernim polarnim krugom, a južna do Himalaja odnosno, do oko 40. stupnja zemljopisne širine.

## Selidba
Kukavice se sele na velike razdaljine, prije svega noću. Zimovališta su im južno od ekvatora. Tamo daju prednost područjima uz vodene tokove ili savanama s brojnim stablima akacija. Odrasle i mlade ptice napuštaju srednju Europu početkom kolovoza, a vraćaju se uglavnom u drugoj polovici travnja.
Vrijeme povratka vezano je uz zemljopisnu širinu. Tako u južnu Europu kukavice stižu već u ožujku, a u Skandinaviju tek početkom lipnja.

## Vanjske poveznice
|  | Zajednički poslužitelj ima stranicu o temi Cuculus canorus    |
|  | Zajednički poslužitelj ima još gradiva o temi Cuculus canorus |
|  | Wikivrste imaju podatke o taksonu Cuculus canorus             |